# Corte Imperial de Quioto

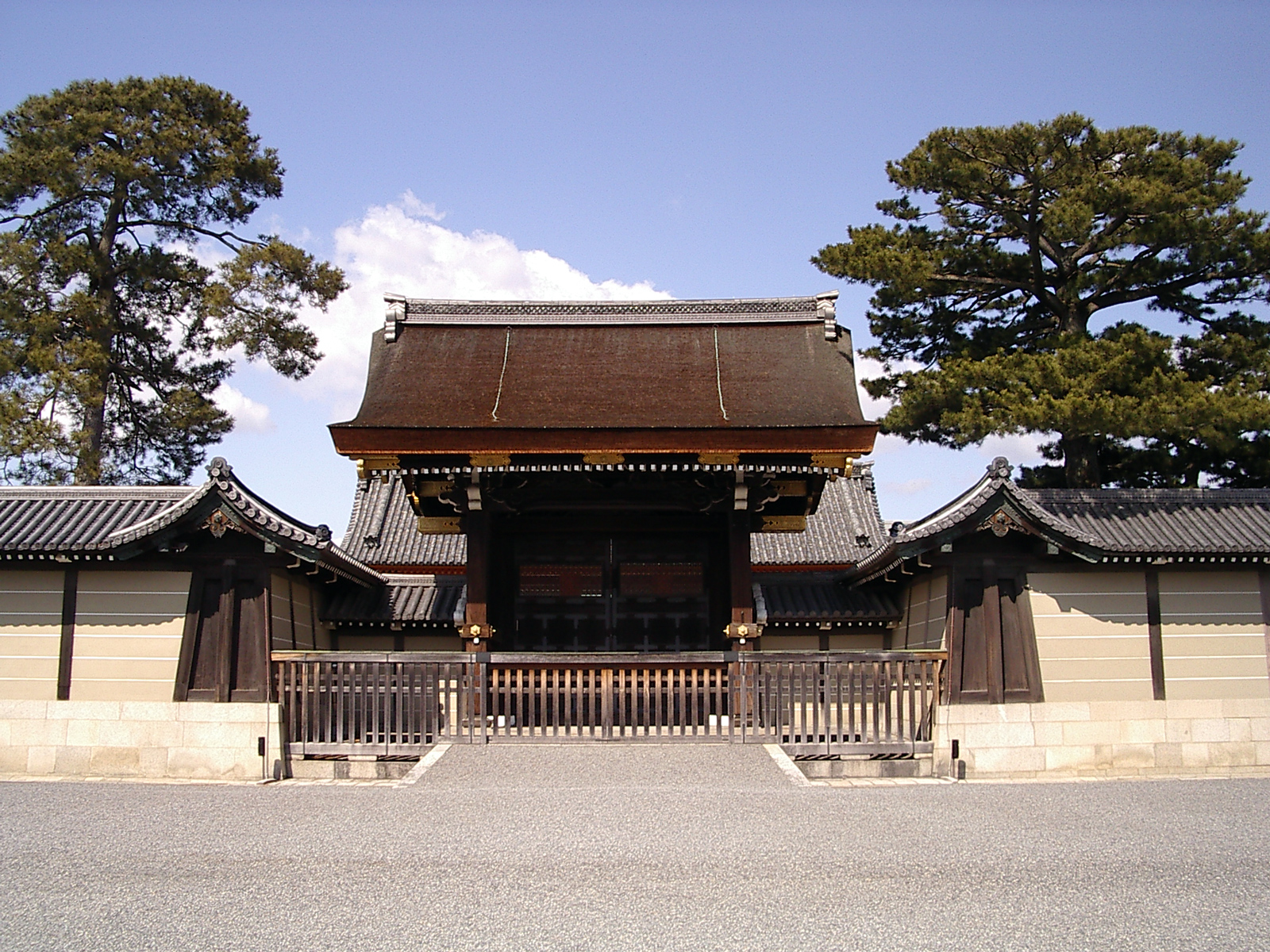
Vista frontal do Palácio de Quioto.

A Corte Imperial de Quioto foi o governo nominal do Japão que durou de 794 até a Era Meiji (1868–1912), tendo sido transferida de Quioto para Tóquio e integrada ao governo Meiji. O regime feudal xogunato surgiu depois da Corte Imperial, com o imperador Minamoto no Yoritomo sendo o primeiro a estabelecer o título militar do xogum como hereditário em 1192.
Desde a fundação do xogunato por Minamoto no Yoritomo, o poder real estava nas mãos dos xoguns, que erroneamente eram confundidos com os imperadores do Japão.